# RBE2
RBE2（仏: Radar à Balayage Electronique 2 plans）はフランスのタレス社が開発した火器管制レーダー。ラファール戦闘機への搭載を目的としており、アンテナ部はフェーズドアレイ式とされている。

## 概要
レーダーの動作モードとしては空対空捜索、ルックダウン、ショートダウン、ルックアップ、捜索中追尾（TWS）、ドッグファイト、地形追随回避、合成開口レーダーなどのモードが用意されている。TWSモードでは同時に40目標を探知して8目標を追尾し内4目標と同時交戦が可能である。しかし、搭載機のラファールのレドームが小さいため、探知距離が他の4.5世代戦闘機に比べて短いとされる。
2014年現在ラファール以外の戦闘機にRBE2を搭載する計画はないが試験的にミラージュ2000DがRBE2を搭載しているほか、グリペンDemoが搭載するPS-05/AレーダーのフロントエンドをRBE2-AAのアクティブ・フェーズドアレイ・アンテナ（AESAアンテナ）に統合したモデルが2008年グリペンDemoに搭載されていた。しかしこれはラファールとグリペンが輸出市場で競合していることから、量産に移行しなかった。

### RBE2-AA
RBE2はパッシブ式フェーズドアレイレーダーであり、同時期に開発されたアクティブ式のものと比べると性能で劣り、ミーティアミサイルの性能を生かせないため2004年にフロント部分をアクティブフェーズドアレイ化したRBE2-AAの開発が決定された。2010年からダッソー ファルコン 20およびミラージュ2000Dをテストベッド機として試験が開始され、同年10-12月にラファールCの37号機に搭載してのテストが実施され性能の確認試験が行われた。
2012年10月2日、生産段階よりRBE2-AAを搭載したラファールが納入された。既存のラファールについての換装は予定されていないが、換装自体は容易でラファールへの変更なしに数時間で交換できるため、将来的には換装が行われる可能性がある。
RBE2-AAは約1,000個のガリウム砒素（GaAs）製半導体送受信モジュールで構成されておりRBE2との比較で50%探知距離が延長され、ECCM能力が向上したほか合成開口（SAR）モードにおける高分解マッピングが出来るようになった。モジュールの耐久性も向上したことで10年間オーバーホールが不要となり所有コストも削減されている。